# Hong Kong Ice Hockey Association
Die Hong Kong Ice Hockey Association (Eishockeyverband von Hongkong) ist der nationale Eishockeyverband Hongkongs. 

## Geschichte
Der Verband wurde am 30. April 1983 in die Internationale Eishockey-Föderation aufgenommen. Der Verband gehört zu den IIHF-Vollmitgliedern. Aktueller Präsident ist Siu Yin Yip. 
Der Verband kümmert sich überwiegend um die Durchführung der Spiele der Eishockeynationalmannschaft von Hongkong sowie der Frauen-Nationalmannschaft und der Junioren-Mannschaften. Zudem organisiert der Verband den Spielbetrieb der Hong Kong Ice Hockey League.   